# Lee Ritenour
Lee Ritenour (Hollywood (Californië), 11 januari 1952) is een Amerikaans jazzgitarist. Hij speelde zijn eerste sessie toen hij 16 was voor The Mamas and the Papas. Met zijn bijnaam "Captain Fingers" was hij een van de bekendste sessiegitaristen van de jaren 70. Hij speelt vooral op een rode Gibson ES-335 en op Gibson L5-gitaren. Een van zijn grootste invloeden was jazz-gitarist Wes Montgomery. Hij vermengde verschillende stijlen met jazz, zoals pop, rock, funk, blues en Braziliaanse muziek. Dit tot ongenoegen van sommige critici.

## Discografie
- First Course (1976)
- Gentle Thoughts (1977)
- Captain Fingers (1977)
- Friendship (1978)
- The Captain's Journey (1978)
- Rio (1979)
- Feel the Night (1979)
- Rit (1981)
- Rit, Vol. 2 (1982)
- On the Line (1983)
- Harlequin (1984)
- Banded Together (1984)
- Rit (1985)
- Earth Run (1986)
- Portrait (1987)
- Festival (1988)
- Color Rit (1989)
- Stolen Moments (1990)
- Joyride (1991)
- Wes Bound (1992)
- Lee Ritenour and His Gentle Thoughts (1992)
- Larry & Lee (1994)
- Alive in L.A. (1997)
- This is Love i.e. (1997)
- Rit's House (2002)
- Overtime (2005)
- World of Brazil (2005)
- 6 String Theory (2010)
- Rhythm Sessions (2012)